# أيتي (باد كاليه)
أيتي، باد كاليه (بالفرنسية: Ayette) هي بلدية تقع في إقليم باد كاليه من منطقة نور با دو كاليه في شمال فرنسا. تبلغ مساحة هذه المدينة 5.15 (كم²)، وترتفع عن سطح البحر 102 م، يبلغ عدد سكانها 313 نسمة حسب إحصاء المعهد الوطني للإحصاء والدراسات الاقتصادية سنة 2009 م. وترأس Yves Maréchal البلدية خلال فترة (2008-2014).